# Mikasa (Hokkaidō)
Mikasa (japanisch 三笠市, -shi) ist eine Stadt in der Unterpräfektur Sorachi auf der Insel Hokkaidō (Japan).

## Geographie
Mikasa liegt südwestlich von Asahikawa und nordöstlich von Sapporo am Fluss Ikushumbetsu.

## Geschichte
Mit der Eröffnung der Horonai-Kohlegruben 1880 und einer Eisenbahnlinie, der ersten auf Hokkaidō, nach Otaru war für viele Jahre der Kohlebetrieb der hauptsächliche Industriezweig. Die Schließung der Gruben führten zu einem Bevölkerungsrückgang. Um 1990 hatte die Stadt nur noch 17.000 Einwohner.
Mikasa wurde am 1. April 1957 zur Stadt erhoben.

## Verkehr
- Straße:
  - Dōō-Autobahn
  - Nationalstraße 12
  - Nationalstraße 452

## Städtepartnerschaften
- Zigong, seit 1990

## Angrenzende Städte und Gemeinden
- Ashibetsu
- Bibai
- Iwamizawa
- Yubari

## Persönlichkeiten
- Kakeru Suminaga (* 1998), Fußballspieler